# 大韓航空631便オーバーラン事故
大韓航空631便オーバーラン事故は、2022年10月23日に仁川空港発セブ空港行きの大韓航空機が、セブ空港に悪天候の中着陸をした際にオーバーランした事故である 。事故機には乗員乗客173人が搭乗していたが死傷者はいなかった。この事故の結果、機体は修復不可能なほど損傷、登録抹消となり、エアバスA330シリーズ14番目の大破破損となった。
この事故は、大韓航空8509便墜落事故以来23年ぶりに大韓航空で起きた全損事故である。

## 事故の概要
事故機であるKE631は19:20 KST(10:20 UTC)にソウル仁川国際空港(ICN)を出発し、マクタン・セブ国際空港(CEB)に22:00 PHT(14:00 UTC)に到着を予定していた。22:12 PHT（14:12 UTC）頃、KE631はマクタン・セブ国際空港の滑走路22への進入中にゴーアラウンド（着陸復行）を宣言し上昇した。

なお、事故発生時前後のMETAR(下記)によれば、現地の天候は気温25度、南西方向220度に向けて風速9ノット（およそ17km/h）の風、視程8000m、激しい雷雨という悪天候であった。
```
RPVM 231500Z 22009KT 8000 -TSRA SCT018CB OVC090 25/25 Q1010 RMK A2983 CB OHD/SW

```

その後22:26に再度着陸を試みるも再び着陸せず上昇。その後、セブ島北東部上空をおよそ30分間に渡って旋回した後、３度目となる着陸進入を試み、23:08には滑走路に接地したが、正常に減速・停止することができずオーバーランに至った。
最終的に機体は滑走路の終端からおよそ300メートル離れた空港外周フェンス付近で停止した。その際、ILS(計器着陸システム／ローカライザー)の照明設備に衝突し機体脚部やコクピットなど、機体各所に重大な損傷を受けたものの、死傷者はいなかった。

## 原因
事故後にボホール島に到着した韓国民間航空局（KOCA）の職員40人の協力を得て、フィリピン民間航空局（CAAP）による調査が行われた。
2022年10月24日、フィリピン当局と韓国国土交通省は、油圧故障が航空機のブレーキ故障の原因であると結論付ける暫定報告書を発表した。
2022年10月25日、同便の機長が2回目の着陸進入時に強いウインドシアが起きたことで機体が急激に接地し、3回目の着陸進入中にブレーキに関する警告灯が点灯していたと証言していたことが明らかになった。
2022年10月31日、大韓航空はソウル～セブ間路線の便名をKE631/632からKE615/616に変更した。